# کریشسانوو
کریشسانوو (به چکی: Křišťanov) یک منطقهٔ مسکونی در جمهوری چک است که در ناحیه پراخاتیتسه واقع شده‌است. کریشسانوو ۱۷٫۹۴ کیلومتر مربع مساحت و ۱۴۵ نفر جمعیت دارد و ۹۲۵ متر بالاتر از سطح دریا واقع شده‌است.